# إبراهيم سنجاري (لاعب كرة قدم)
إبراهيم سنجاري (بالفرنسية: Ibrahim Sangaré) هو لاعب كرة قدم فرنسي في مركز الهجوم، ولد في 15 مارس 1994 في مونتروي في فرنسا. لعب مع نادي أوكسير.

## وصلات خارجية
- إبراهيم سنجاري على موقع اتحاد تركيا (لاعب) (الإنجليزية)
- إبراهيم سنجاري على موقع رابطة كرة القدم الفرنسية للمحترفين (الإنجليزية)
- إبراهيم سنجاري على موقع قاعدة بيانات كرة القدم.إي يو (الإنجليزية)
- إبراهيم سنجاري على موقع ليكيب (الفرنسية)
- إبراهيم سنجاري على موقع Soccerway.com (الإنجليزية)